# Lijst van generaals in de Amerikaanse Burgeroorlog
Deze Lijst van generaals in de Amerikaanse Burgeroorlog is opgedeeld in drie artikels: een introductiepagina, een lijst van Union Army en van Confederate generaals.
Veel historici twijfelen over wie nou een Union en wie Confederate generaal was tijdens de Amerikaanse Burgeroorlog. Hierdoor voldoen sommige officieren die geïdentificeerd zijn in vroegere verslagen als generaal, niet aan de criteria voor identificatie als een volwaardig generaal. Een recente compilatie van het aantal generaals gemaakt door John en David Eicher, laat zien dat de meeste historici die de aantallen bestudeerd hebben, tot de conclusie kwamen dat tussen de 554 en 564 Union generaals en tussen de 398 en 401 Confederate generaals op de juiste wijze werden aangesteld, bevestigd, benoemd en dienden als generaal. Er kunnen meer namen worden toegevoegd aan deze lijsten, wanneer mensen die dienden als generaal, maar niet op de juiste manier waren aangesteld, bevestigd en/of benoemd hierbij worden opgeteld.

## Amerikaanse legerofficieren in de legers tijdens de Burgeroorlog
Door het pre-Amerikaanse Burgeroorlog systeem van officieren aanwijzen (personen stegen alleen in rang naarmate je ouder werd), waren de generaals, stafofficieren en volwaardige kolonels niet alleen allemaal op een oude leeftijd, maar ook nog eens een klein aantal. 11 uit de 19 kolonels vochten in de Oorlog van 1812 als aangesteld officier. De volgende tabellen laten de generaals en top stafofficieren zien. 

### Lijst van Amerikaanse generaals en stafofficieren in 1861

#### Hoofdofficieren
| Naam               | Geboortedatum    | Echte rank                        | Aangesteld op: | Brevet rank               | Aangesteld op:    | Trouw       | Notities |
| ------------------ | ---------------- | --------------------------------- | -------------- | ------------------------- | ----------------- | ----------- | --- |
| John Garland       | 1792             | kolonel van het 8th U.S. Infantry | 7 mei 1849     | brevet brigadier-generaal | 20 augustus 1847  | Union       | Gestorven op 5 juni 1861. Werd opgevolgd door kolonel Pitcairn Morrison, die met pensioen ging op 20 oktober 1863. |
| William S. Harney  | 27 augustus 1800 | brigadier-generaal                | 14 juni 1858   |                           |                   | Union       | Ontslagen op 1 juni 1861 nadat hij een afspraak ondertekend had met Confederate generaal Sterling Price om niet de Missouri State Guard aan te vallen als die eenheid niet tegen de overheid in zou gaan. Hij is op 1 augustus 1863 met pensioen gegaan.                                                        |
| Albert S. Johnston | 2 februari 1803  | kolonel                           | 1855           | brevet brigadier-generaal | 18 november 1857  | Confederate | Aangewezen als volwaardig generaal tussen 30 augustus 1861 en 30 mei 1861. Gedood tijdens de Slag bij Shiloh op 6 april 1862. |
| Winfield Scott     | 13 juni 1786     | generaal-majoor                   | 1841           | brevet luitenant-generaal | 29 maart 1847     | Union       | Veteraan van de Oorlog van 1812 en Mexicaanse oorlog. General-in-Chief van het Amerikaanse leger sinds 1841. General-in-Chief, brevet lt.-generaal en generaal-majoor tot aan zijn pensioen op 1 november 1861.                                                                                                 |
| Edwin V. Sumner    | 30 januari 1797  | brigadier-generaal                | 16 maart 1861  |                           |                   | Union       | Aangewezen als brigadier generaal in plaats van David E. Twiggs toen Twiggs werd ontslagen omdat hij de kant van de Confederate koos. Hij werd gepromoveerd tot generaal-majoor van de Amerikaanse vrijwilligers op 5 mei 1862. Oudste generaal die diende als actieve bevelhebber. Gestorven op 21 maart 1863. |
| David E. Twiggs    | 1790             | brigadier-generaal                | 1846           | brevet generaal-majoor    | 23 september 1846 | Confederate | Gaf de manschappen, eigendommen en materialen aan de Confederate leger op 18 februari 1861. Hij werd ontslagen op 1 maart 1861. Aangewezen als generaal-majoor in het Confederate leger op 22 mei 1861. Ging met pensioen op 18 oktober 1861. Stierf in juli 1862.                                              |
| John E. Wool       | 29 februari 1784 | brigadier-generaal                | 1841           | brevet generaal-majoor    | 23 februari 1847  | Union       | Gepromoveerd tot to generaal-majoor in het reguliere leger van de Verenigde Staten op 17 mei 1862. Behield Fort Monroe in de handen van de Union. Ging met pensioen op 1 augustus 1863. |

#### Stafofficieren[8]
| Naam                     | Geboortedatum   | Echte rank                                                 | Aangesteld op:  | Brevet rank               | Aangesteld op:    | Trouw        | Notities |
| ------------------------ | --------------- | ---------------------------------------------------------- | --------------- | ------------------------- | ----------------- | ------------ | --- |
| Timothy Andrews          | c. 1794         | luitenant-kolonel; afgevaardigde betalingsmeester-generaal |                 | brevet brigadier-generaal | 13 september 1847 | Union        | Opgevolgd door Benjamin F. Larned als kolonel en betalingsmeester-generaal op 6 september 1862. Ging met pensioen op 29 november 1864. |
| Sylvester Churchill      | c. 1790         | kolonel; inspecteur-generaal                               | december 1839   | brevet brigadier-generaal | 23 februari 1847  | Union        | Ging door als kolonel en inspecteur-generaal; ging met pensioen op 25 september 1861. |
| Samuel Cooper            | 12 juni 1798    | kolonel; adjudant-generaal                                 | 1852            |                           |                   | Confederatie | Aangewezen als brigadier-generaal, adjudant en inspecteur-generaal van het Confederate leger op 16 maart 1861. Aangewezen als volwaardige generaal en rankende officier van het confederate leger van 31 augustus 1861 tot aan 16 mei 1861. Werd vervangen door kolonel Lorenzo Thomas, geboren in 1804. |
| Henry Knox Craig         | c. 1790         | kolonel; hoofd van de artillerieafdeling                   | 1851            |                           |                   | Union        | Opgevolgd door lt.-kolonel James Wolfe Ripley. |
| George Gibson            | c. 1790         | kolonel; commissaris-generaal                              | 1818            | brevet generaal-majoor    | 30 mei 1847       | Union        | Ging door als kolonel en commissaris-generaal but stierf in 1861; lt.-kolonel Joseph Pannell Taylor volgde hem op. |
| Joseph E. Johnston       | 3 februari 1807 | brigadier-generaal; quartermaster-generaal                 | 28 juni 1860    |                           |                   | Confederate  | Aangewezen als volwaardige generaal in het Confederate leger op 31 augustus 1861. Replaced on May 15, 1861 by Brigadier General Montgomery C. Meigs. |
| Benjamin Franklin Larned | c. 1790         | kolonel; betaalmeester-generaal                            | 1854            |                           |                   | Union        | Ontslagen op 12 juli 1862 door zijn slechte gezondheid. Vervangen door lt.-kolonel en brevet brigadier-generaal Timothy Andrews. |
| Thomas Lawson            | 1781            | kolonel; surgeon-generaal                                  | 1836            | brevet brigadier-generaal | 20 mei 1848       | Union        | Stierf 15 mei 1861. Werd vervagen door kolonel Clement Finley, die werd geboren rond 1797 en met pensioen ging op 14 april 1862. |
| Joseph G. Totten         | 17 april 1788   | kolonel; hoofdingenieur                                    | 7 december 1838 | brevet brigadier-generaal | 29 maart 1847     | Union        | Kolonel and hoofdmachinist in het begin van de oorlog. Gepromoveerd tot brigadier generaal In het reguliere leger van de Verenigde Staten op 3 maart 1863. Stierf op 22 april 1864. |